# Wałerij Mazur (ur. 1960)
Wałerij Serhijowycz Mazur, ukr. Валерій Сергійович Мазур, ros. Валерий Сергеевич Мазур, Walerij Siergiejewicz Mazur (ur. 13 sierpnia 1960) – ukraiński piłkarz, grający na pozycji obrońcy lub pomocnika, trener piłkarski.

## Kariera piłkarska
W 1982 rozpoczął karierę piłkarską w klubie Sudnobudiwnyk Mikołajów. W 1987 przeszedł do Krystał Chersoń. Potem występował w amatorskich zespołach Awtomobilist Jakuck i Dinamo Jakuck. W 1992 powrócił do Ukrainy, gdzie został piłkarzem klubu Olimpija FK AES Jużnoukraińsk. W sezonie 1993/94 bronił barw zespołu Perwomajec Perwomajśke, po czym wrócił do klubu Olimpija FK AES Jużnoukraińsk, w którym zakończył karierę piłkarza.

## Kariera trenerska
Po zakończeniu kariery piłkarskiej rozpoczął pracę szkoleniowca. Od 1996 do października 2001 prowadził klubu Olimpija FK AES Jużnoukraińsk. W sierpniu-wrześniu 2003 pełnił obowiązki głównego trenera MFK Mikołajów. Potem pracował w Szkole Sportowej w Woznesenśku oraz trenował amatorski zespół Sokił Woznesenśk.

## Sukcesy i odznaczenia

### Sukcesy piłkarskie
Sudnobudiwnyk Mikołajów
- brązowy medalista Ukraińskiej SRR: 1984, 1985